# Station Mettet
Station Mettet was een spoorwegstation langs spoorlijn 137 (Acoz - Mettet) en spoorlijn 150 (Tamines - Jemelle) in de Belgische gemeente Mettet.
0,0: Acoz ·
1,0: Acoz-Centrum ·
2,9: Villers-Potterie ·
5,0: Gougnies ·
7,9: Biesmes ·
10,7: Scry ·
12,6: Mettet
0,0: Tamines ·
2,7: Falisolle ·
5,6: Aisemont ·
10,5: Fosses-la-Ville ·
13,3: Bambois ·
17,4: Saint-Gérard ·
20,7: Mettet ·
24,3: Furneaux ·
25,3: Ermeton-sur-Biert ·
28,2: Maredret ·
29,8: Denée-Maredsous ·
31,3: Sosoye ·
32,8: Falaën ·
35,1: Haut-le-Wastia ·
37,4: Warnant ·
40,3: Anhée ·
41,4: Anhée-Jonction ·
Bouvignes-sur-Meuse ·
Dinant ·
Neffe ·
Anseremme ·
Walzin ·
Gendron-Celles ·
Château d'Ardenne ·
0,0: Houyet ·
3,7: Hour-Havenne ·
5,1: Wanlin ·
8,2: Vignée ·
11,1: Villers-sur-Lesse ·
15,3: Eprave ·
19,3: Rochefort ·
23,1: Jemelle